# Cerro Huallcayoj
Cerro Huallcayoj är ett berg i Bolivia.   Det ligger i departementet Chuquisaca, i den centrala delen av landet, 90 km sydost om huvudstaden Sucre. Toppen på Cerro Huallcayoj är 4 120 meter över havet, eller 248 meter över den omgivande terrängen. Bredden vid basen är 5,9 km.
Terrängen runt Cerro Huallcayoj är bergig söderut, men norrut är den kuperad. Runt Cerro Huallcayoj är det glesbefolkat, med 8 invånare per kvadratkilometer.. 
Trakten runt Cerro Huallcayoj består i huvudsak av gräsmarker.